# ماريا كاري
ماريا كاري (بالإنجليزية: Mariah Carey) (من مواليد 27 مارس 1969)، مغنية أمريكية، كاتبة أغاني، منتجة إسطوانات، وممثلة.
ولدت ونشأت في لونغ آيلند، نيويورك، ظهرت ماريا على الساحة الفنية لأول مرة بعد ما صدر ألبومها الإستديو الأول الذي يحمل اسمها ماريا كاري في عام (1990); الذي حصل على العديد من شهادات البلاتينيوم وأربعة أغاني متتالية في المركز الأول على الرسم البياني الأمريكي بيلبورد هوت 100. تحت إشراف منفذ تسجيلات كولومبيا تومي موتولا الذي أصبح في وقت لاحق زوجها، واصلت النجاح مع عدة ألبومات إيموشن (1991)، ميوزك بوكس (1993)، ماري كريسماس (1994)، أصبحت ماريا أعلى مغنو تسجيلات كولومبيا مبيعاً. ألبومها الإستديو الخامس داي دريم (1995) صنع تاريخ الموسيقى عندما صدرت أغنيته المنفردة الثانية «ون سويت داي»، مع اشتراك بويز II مين، التي أمضت ستة عشر أسبوعاً على الرسم البياني بيلبورد هوت 100، والتي لا تزال أطول أغنية تصدرت المركز الأول في تاريخ هذا الرسم البياني. أثناء تسجيل الألبوم، بدأت ماريا تنحرف عن الآر أند بي والبوب وتتجه إلى الهيب هوب. أصبح هذا التغيير واضحاً موسيقياً بعد ما صدر ألبومها الإستديو السادس بترفلاي (1997)، في الوقت الذي انفصلت ماريا عن تومي.
غادرت ماريا كولومبيا في عام 2000، ووقعت عقداً مع تسجيلات فيرجن بقيمة 100 مليون دولار. قبل صدور أول فيلم روائي طويل لماريا بعنوان جليتر (2001)، تعرضت لانهيار جسدي وعاطفي وأدخلت المستشفى لإنهاك الشديد. بعد فشل الفيلم، اشترت العقد من تسجيلات فيرجن بمبلغ 50 مليون دولار، والذي أدى إلى انخفاض في مسيرتها الفنية. وقعت عقد صفقة بملايين الدولارات مع تسجيلات آيلاند في عام 2002، بعد فترة غير ناجحة مع تشارم بريسلت (2002)، عادت إلى النجومية العالمية مع ألبومها العاشر إيمانسبيشن أوف ميمي (2005). أغنيته المنفردة الثانية «وي بيلونق توقيذر» أصبحت أنجح أغنية لها في عقد 2000s، سميت في وقت لاحق «أغنية العقد» من قبل مجلة بيلبورد. عندما صدر ألبومها الإستديو الحادي عشر إي=إم سي² (2008)، حصلت ماريا على الأغنية الثامنة عشر في المركز الأول على الرسم البياني الأمريكي بيلبورد هوت 100 بعد ما صدرت أغنية الألبوم المنفردة الأولى «تتش ماي بودي». غامرت ماريا مرة أخرى في مجال السينما مع دور مساند الذي حصل على استقبال جيد في فيلم برشز (2009); منحت جائزة «أفضل أداء جديد» في مهرجان بالم سبرينغز السينمائي الدولي.
في حياة مهنية امتدت أكثر من عقدين، قد باعت ماريا أكثر من 200 مليون من التسجيلات في جميع أنحاء العالم، مما يجعلها واحدة من الفنانين الموسيقين الأكثر مبيعاً في كل العصور. في عام 1998 تم تكريمها من أجل اعتبارها أفضل فنان مبيعاً في العالم في التسعينات في حفل توزيع جوائز الموسيقى العالمية. أيضاً سميت الفنانة الأكثر مبيعاً في الألفية في عام 2000. وفقاً لاتحاد صناعة التسجيلات الأمريكية، تعتبر ماريا ثالث فنان في قائمة الأكثر مبيعاً من الإناث في الولايات المتحدة، مع 63.5 مليون ألبوماً. في 2012، أدرجت ماريا في المرتبة الثانية في قائمة في إتش 1 «100 أعظم النساء في الموسيقى». بصرف النظر عن إنجازاتها التجارية، فازت ماريا بخمس جوائز غرامي، 17 جائزة موسيقية عالمية، 11 جائزة موسيقية أمريكية، و31 جائزة بيلبورد الموسيقية. ويشار إلى أن موسوعة جينيس للأرقام القياسية، سميت ماريا بلقب "Songbird Supreme". تشتهر ماريا بمدى صوتي يصل إلى خمسة أوكتاف، سيور صوتية، وأسلوب الميليسماتيك وأيضاً القدرة الصوتية على التصفير أثناء الغناء.

## مسيرتها الفنية

### 1987-1970: في وقت مبكر من حياتها وصراعاتها
ولدت ماريا كاري في لونغ آيلاند، هنتنغتون، نيويورك. والدها، ألفريد روي، أمريكي من أصل أفريقي وفنزويلي، بينما والدتها، باتريشيا، أمريكية من أصل أيرلندي. بعد انفصال والديها في سن الرابعة، أشارت ماريا بأنها كانت تتسلل وتأخذ الراديو وتضعه تحت غطاء سريرها في الليل، وكانت تغني من قلبها، لمحاولة إيجاد السلام في الموسيقى. بدأت ماريا في كتابة القصائد وإضافة الألحان لهم، وهكذا بدأت تعتبر نفسها بمغنية وكاتبة أغاني بينما كانت تدرس في ثانوية هاربوفيلدز في قرينلان، نيويورك. حتى في سن مبكرة، برعت ماريا في موسيقاها، واستطاعت أن تتقن قدرتها على التصفير أثناء الغناء، من خلال التدريب مع والدتها. بعد تخرج ماريا من الثانوية، تزوجت والدتها مرة أخرى، مما دفعها للخروج من شقة والدتها باتريشيا، والسكن في شفة بغرفة نوم واحدة في مانهاتن، التي تشاركت مع أربع طالبات أخريات. خلال هذه الفترة، عملت ماريا كنادلة في عدة مطاعم. في حين إنها تحتاج إلى العمل من أجل دفع الإيجار، عقل ماريا وجهدها لا يزال مع طموحاتها الموسيقية، كما تابعت العمل حتى ساعات متأخرة من الليل مع المنتج مارغوليز، وكانت على أمل في الانتهاء من شريطها التجريبي الذي من الممكن أن يحصل عليه بعض المسؤولين التنفيذيين في شركات الإنتاج. بعد ذلك بوقت قصير، تم تقديمها إلى مغنية البوب بريندا كي. ستار.

### 1992-1988: البداية الفنية وصعودها إلى القمة معماريا كاريوإيموشن

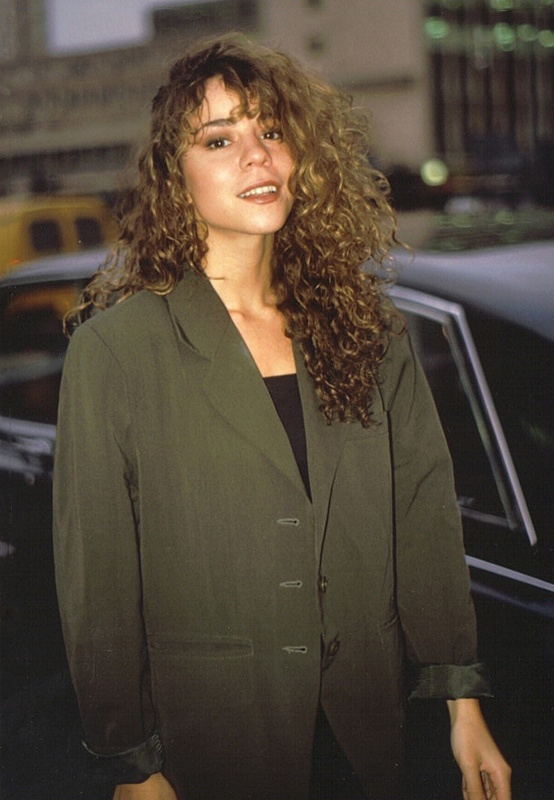
ماريا في بداياتها، في عام 1990.

عندما بدأت صداقتها مع بريندا بالنمو، وكذلك اهتمامها في مساعدة ماريا لكي تنجح في عالم الموسيقى. في ليلة الجمعة في نوفمبر عام 1988، راففت ماريا بريندا إلى مهرجان التسجيلات للمسؤولين التنفيذيين، حيث سلمت شريطها التجريبي إلى تومي موتولا، رئيس تسجيلات كولومبيا، الذي استمع إلى الشريط وهو على طريق العودة إلى بيته. بعد ما استمع إلى أول أغنيتين من الشريط التجريبي، حتى أصبح متيم في جودة صوت ماريا الذي جعلة يعود إلى المهرجان، فقط ليجدها قد غادرت المهرجان. بعد البحث المتواصل عن ماريا لمدة أسبوعين، وفي نهاية المطاف وجدها من خلال إدارة بريندا، وعلى الفور جعلها توقع عقد معه وبدأ يخطط في ظهورها الأول إلى عالم الموسيقى. تومي موتولا والعاملون في تسجيلات كولومبيا اعتزموا بأن يجعلون ماريا فنانتهم البوب الرئيسية في الشركة، لتنافس ويتني هيوستن ومادونا، الذين تم توقيعهم إلى تسجيلات أريستا وسايرا على التوالي.
بعد الانتهاء من ألبومها الإستديو الأول، الذي يحمل اسمها ماريا كاري، أنفقت كولومبيا أكثر من مليون دولار للترويجه. على الرغم من مبيعات الألبوم الضعيفة في الأسبوع الأول، في نهاية المطاف وصل الألبوم إلى قمة الرسم البياني الأمريكي بيلبورد 200، بعد غناء ماريا كاري في حفل توزيع جوائز الغرامي الخمسين الثالث والثلاثون. أمضى ماريا كاري في قمة الرسم البياني لمدة إحدى عشرة أسابيع متتالية. وفازت بجائزة أفضل فنان جديد، وجائزة أفضل أداء بوب صوتي منفرد لأنثى لأغنيتها «فجن أوف لوف». حقق الألبوم ثلاث أغان منفردة إضافية في المركز الأول على الرسم البياني الأمريكي بيلبورد هوت 100، بعد ما أغنيتها «فجن أوف لوف» تصدرت هذا الرسم البياني لمدة أربع أسابيع. أصبحت ماريا أول فنان منذ فرقة ذا جاسكون 5 أن أول أربع أغان منفردة للفنان تصل إلى المركز الأول على هذا الرسم البياني. أصبح ماريا كاري الألبوم الأكثر مبيعاً في الولايات المتحدة لعام 1991، مع مبيعات وصلت إلى أكثر من 15 مليون نسخة. بدأت ماريا في تسجيل ألبومها الإستديو الثاني، بعنوان إيموشن في 1991. وصفت ماريا الألبوم على أنه تكريم لأغاني موتاون السول. في 17 سبتمبر، 1991، صدر إيموشن في جميع أنحاء العالم، حصل الألبوم على استقبال جيد من النقاد على أنه أكثر نضجاً من ألبومها السابق. على الرغم من أن الألبوم نجح في بيع أكثر من ثمانية ملايين نسخة حول العالم، لكنه فشل في الوصول إلى نجاح ألبومها السابق.
كما فعلوا بعد ما صدر ألبومها الأول، شكك النقاد مرة أخرى سواء ماريا تستطيع بالشروع في جولة حول العالم لترويج أغانيها. على الرغم من ماريا أوضحت أنه نظراً إلى رهبتها من المسرح، وطبيعة أغانيها، أصبحت فكرة الجولة شاقة للغاية. أملاً في وضع هذه الادعاءات على أنها فنانة مصطنعة في الماض، قررت ماريا والمنتج والتر ألفانسيف بالظهور على إم تي في أنبلجد، برنامج تلفزيوني تبثه إم تي في. قبل أيام من تصوير البرنامج، فكرت ماريا ووالتر بغناء نسخة من أغنية قديمة، من أجل تقديم شئ مختلف وغير متوقع. اختاروا «آي ويل بي ذير»، أغنية قديمة من قبل ذا جاكسون 5 في 1970. في 16 مارس، 1992، تم تصوير البرنامج في استوديوهات كوفمان أستوريا في كوينز، نيويورك. بعد نجاح العمل التلفزيوني قامت سوني بتحويل البرنامج إلى صيغة ألبوم. قررت سوني بإصدار أسطوانة مطولة من البرنامج. حصل الألبوم على ثلاثة شهادات من البلاتينيوم من قبل رابطة صناعة التسجيلات الأمريكية.

### 1996-1993: الزواج الأول وذروتها الفنية معميوزك بوكسوداي دريم

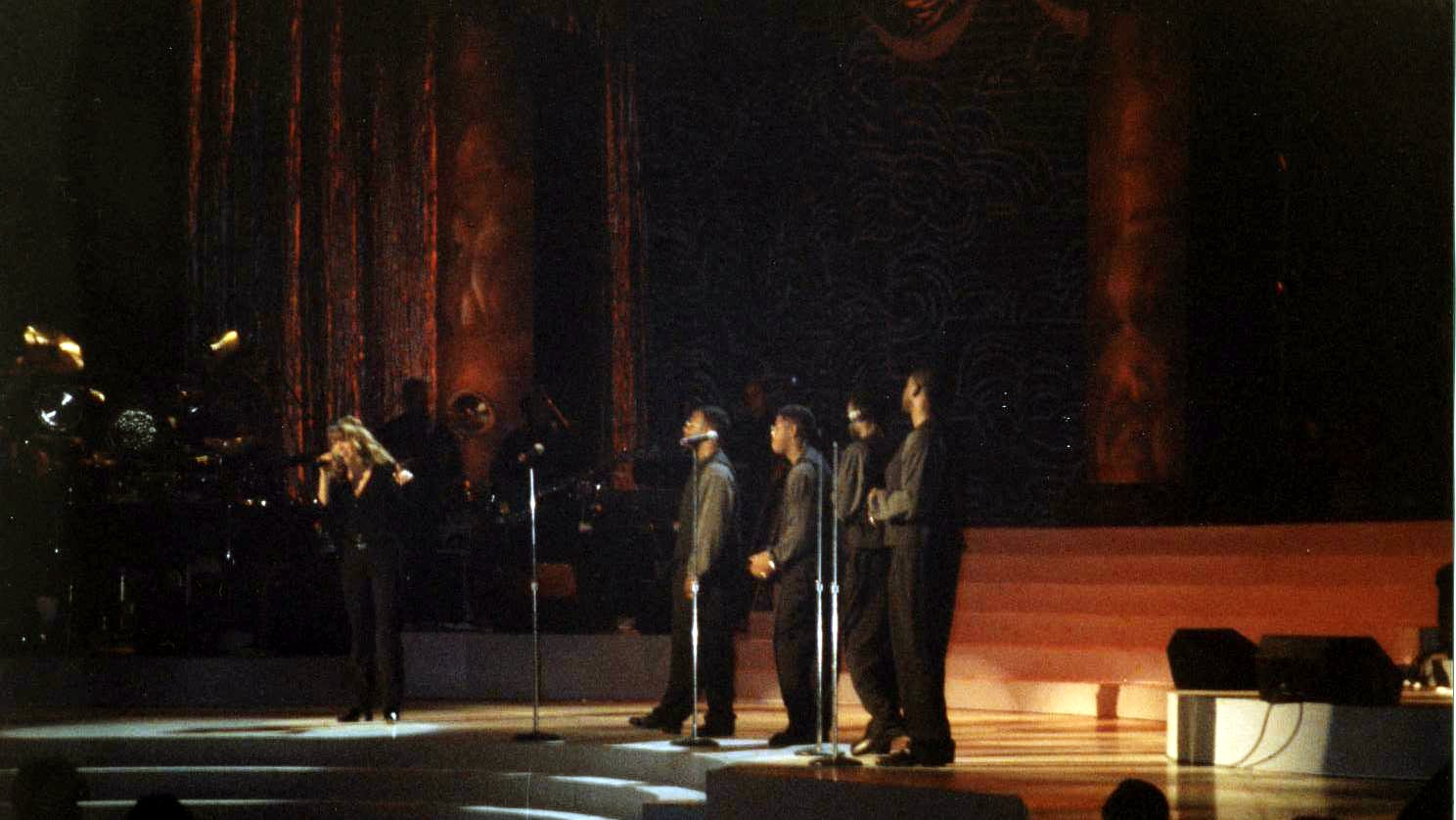
ماريا أثناء أداء "ون سويت داي" جنباً إلى جنب مع بويز II مين، خلال جولتها في ماديسون سكوير غاردن، 1995.

خلال أوائل عام 1993، بدأت ماريا بالعمل على ألبومها الإستديو الثالث، ميوزك بوكس. بعد فشل إيموشن في تحقيق النجاح التجاري الذي حققه ألبومها الأول، توصلت ماريا وكولومبيا إلى اتفاق على أن الألبوم المقبل سوف يتضمن على البوب أكثر من السابق، من أجل جذب جمهور أوسع. أثناء تسجيل الألبوم، أصبحت ماريا في علاقة عاطفية مع تومي. وتزوجا في احتفال ضخم في 5 يونيو، 1993، مع عدد من الضيوف البارزين بما في ذلك باربرا سترايساند، بيلي جويل، جلوريا إستيفان، وأوزي اوزبورن. في 31 أغسطس، صدر ميوزك بوكس في جميع أنحاء العالم، الذي ظهر لأول مرة على المركز الأول على الرسم البياني بيلبورد 200. أغنية الألبوم المنفردة الثانية، «هيرو»، أصبحت في نهاية المطاف واحدة من أغاني ماريا الأكثر شعبية والملهمة في حياتها المهنية. أصبح الألبوم واحد من أفضل الألبومات مبيعاً في كل العصور، مع مبيعات حول أنحاء العالم وصلت إلى أكثر من 32 مليون نسخة. بعد رفضها للقيام بجولة لألبوماتها السابقة، وافقت ماريا للشروع في سلسلة من الحفلات الموسيقية القصيرة في الولايات المتحدة، بعنوان ميوزك بوكس تور. بعد ميوزك بوكس، أخذت ماريا فترة كبيرة من الوقت بعيداً عن أعين الجمهور، وبدأت العمل على مشروع مجهول طوال عام 1994. أبقي المشروع في سرية للغاية إلى حين بيلبورد أعلنت في عدد أكتوبر على أن ماريا سوف تصدر ألبوم عيد ميلاد في وقت لاحق من ذلك العام. قبل صدور ماري كريسماس، كانت كولومبيا تأمل أن الجماهير سوف يشترون الألبوم فقط لاسم ماريا وسمعتها، والابتعاد عن المخاوف من كونها مغنية بوب عادية. صدر الألبوم في 1 نوفمبر، 1994، في اليوم نفسه التي صدرت أغنية الألبوم المنفردة الأولى، «أول آي وأنت فور كريسماس إز يو». أصبح الألبوم في نهاية المطاف واحد من أكثر ألبومات أعياد الميلاد مبيعاً في كل العصور، مع مبيعات عالمية وصلت إلى أكثر من 15 مليون نسخة.
صدر داي دريم يوم 3 أكتوبر، 1995، الذي جمع أنواع عديدة من الموسيقى بما في ذلك البوب، آر أند بي، والهيب هوب. أغنية الألبوم المنفردة الثانية، «ون سويت داي» كانت مستوحاة من وفاة ديفيد كول، وكذلك شقيقتها أليسون، الذين أصيبوا بمرض الإيدز. أمضت الأغنية ستة عشر أسبوعاً على الرسم البياني بيلبورد هوت 100، وأصبحت أطول أغنية تصدرت المركز الأول في تاريخ هذا الرسم البياني. أصبح داي دريم أفضل ألبوم مبيعاً لها في الولايات المتحدة، وأصبح ثاني ألبوم لها يحصل على شهادة الدايموند من قبل رابطة صناعة التسجيلات الأمريكية لبيعه 10 ملايين نسخة. أصبح الألبوم ثاني أفضل ألبوم مبيعاً في اليابان من قبل فنان أجنبي، من بعد ميوزك بوكس، تدل على شحن أكثر من 2.2 مليون نسخة، وفي نهاية المطاف وصلت مبيعات الألبوم العالمية لأكثر من 25 مليون نسخة. شرعت ماريا مرة أخرى في جولة قصيرة حول العالم بعنوان داي دريم وورلد تور. نظراً لنجاح الألبوم، فازت ماريا بجائزتين في حفل توزيع الجوائز الموسيقية الأمريكية لأعمالها المنفردة: فنانة البوب/الروك المفضلة وفنانة السول/الآر أند بي المفضلة.

## وصلات خارجية
- الموقع الرسمي
- ماريا كاري على موقع IMDb (الإنجليزية)
- ماريا كاري على موقع ميتاكريتيك (الإنجليزية)
- ماريا كاري على موقع الموسوعة البريطانية (الإنجليزية)
- ماريا كاري على موقع روتن توميتوز (الإنجليزية)
- ماريا كاري على موقع ألو سيني (الفرنسية)
- ماريا كاري على موقع ميوزك برينز (الإنجليزية)
- ماريا كاري على موقع رولينغ ستون (الإنجليزية)
- ماريا كاري على موقع تيرنر كلاسيك موفيز (الإنجليزية)
- ماريا كاري على موقع أول موفي (الإنجليزية)
- ماريا كاري على موقع قاعدة بيانات الأفلام السويدية (السويدية)